# Monarkianisme
Monarkianisme (af græsk μόνος, mónos: "alene", "eneste" og ἄρχειν, árchein: "herske") er betegnelse for en teologisk
lære i oldtiden, der betonede Guds enhed på
en sådan måde, at Kristi guddommelighed
blev stærkt begrænset.
Det er et samlebegreb for en uensartet gruppe af teologiske ansatser inden for kristendommen i tiden efter 2. århundrede. Det drejer sig ikke om en selvbetegnelse for en bestemt skole eller et begreb for et ensartet teologisk system.
Monarkianismen var delt i to retninger:
Den ene, den dynamiske monarkianisme, adoptianisme eller sabellianisme efter Sabellius
opfattede Kristus som en selvstændig kraft (gr. dynamis), der
var udgået fra Gud til mennesket Jesus
Den anden, den modalistiske monarkianisme
(modalisme eller modal monarkianisme), tænkte sig ham som en blot
fremtrædelsesform (modus) for Gud.
Om baggrunden skriver Grane:

Apologeternes logoskristologi, som videreførtes af senere teologer, var blevet til i et forsøg på at redegøre for hvorledes den evige, uforanderlige Gud kunne være skaber af den timelige verden. Men netop nødvendigheden af at skelne mellem Gud og Kristos-logos [Joh 1] syntes at true monoteismens renhed. Det er derfor ikke underligt at en kritik snart blev højlydt i et forsøg på at komme tilbage, bag om logoslæren [Justinus], til en streng fastholdelse af Guds enhed.
Denne bevægelse har man betegnet som monarkianisme, dvs en bestræbelse på at beskytte og opretholde Guds monarki, hans eneherredømme. Men afviste man logoslæren, stod i grunden kun to muligheder åbne: enten måtte man tage forløseren helt ud af den guddommelige sfære og sige, at han væsentligt set kun var menneske, eller man måtte direkte identificere ham men Gud. Begge disse muligheder, der i en vis forstand kan siges at være hinandens modsatte, idet uviljen mod logos-kristologien er det eneste der forener dem, blev forsøgt.